# Cyrion en andere magistrale verhalen
Cyrion en andere magistrale verhalen is een fantasyboek van de Britse schrijfster Tanith Lee.
Het boek bevat een verzameling van 15 korte verhalen:
1. Een Held aan de Poort (A Hero at the Gate, 1979)
2. De Goden Ontvloden (Against the Gods)
3. De Witte Vrouw (The Demoness, 1977)
4. Winterwit (Winter White, 1978)
5. Slapende Tijger (Sleeping Tiger, 1979)
6. Een Duif als Moordenaar (The Murderous Dove, 1979)
7. De Ring Vaarwel (Perfidious Amber, 1979)
8. Eén Nacht per Jaar (One Night of the Year, 1979)
9. Het Loon van de Fluiter (Paid Piper, 1983)
10. Rood als Bloed (Red as Blood, 1983)
11. Doorns (Thorns, 1983)
12. Wolvenland (Wolfland, 1983)
13. La Reine Blanche (La Reine Blanche, 1985)
14. Cyrion in Was (Cyrion in Wax, 1980)
15. Het Bestand (The Truce, 1976)